# پیست پارک زندورت

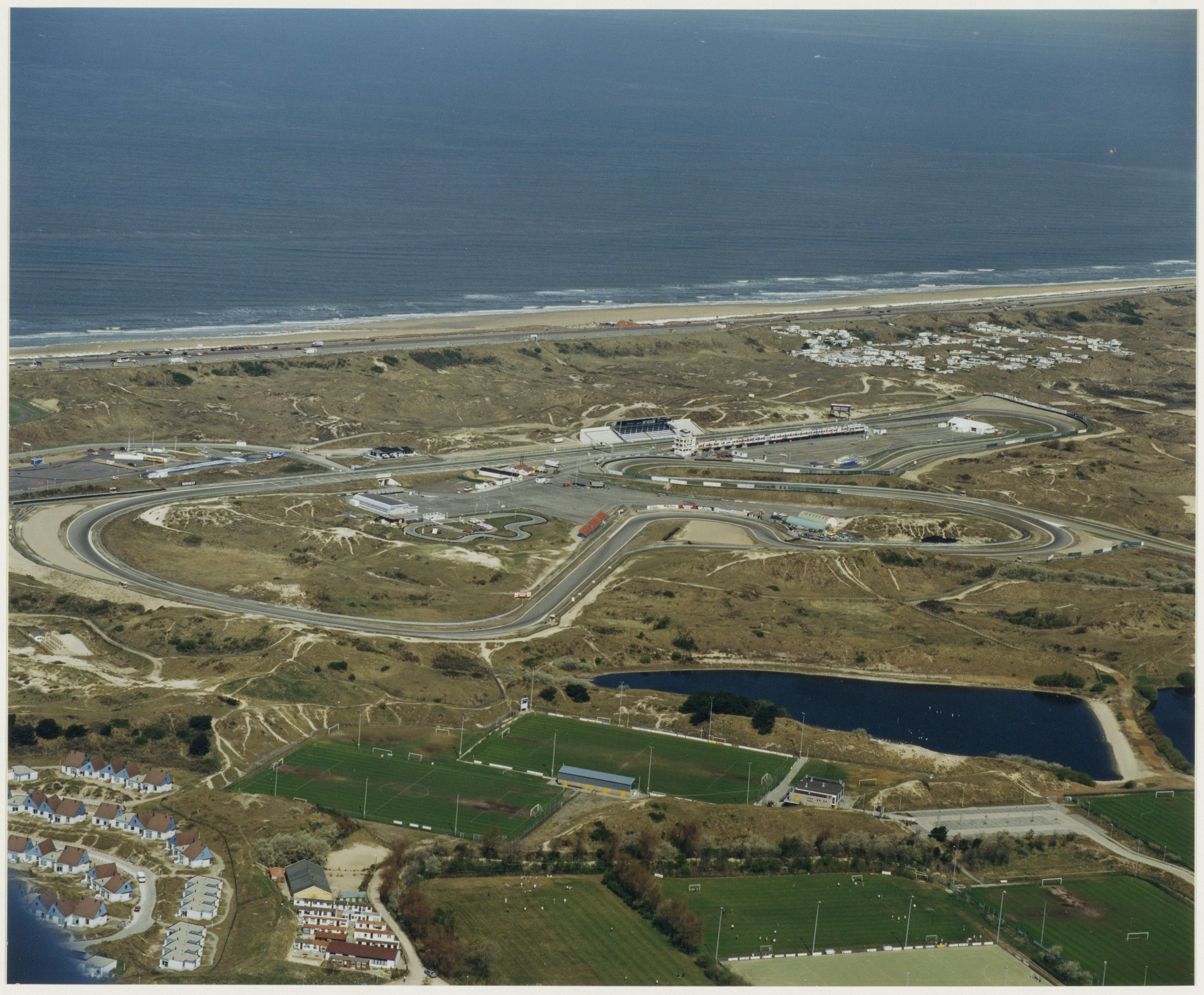
نمایی از پست پارک زندورت - ۱۹۹۷

پست پارک زندورت (به انگلیسی: Circuit Park Zandvoort) یک پیست ورزش موتوری واقع شده در شمال شهر زندورت است. این پیست یکی از استراحت‌گاه‌های ساحلی اصلی در هلند و در نزدیکی خط ساحلی دریای شمال قراردارد.

## تاریخچه
قبل از جنگ جهانی دوم، برنامه‌هایی برای مسابقات در زندورت وجود داشت: اولین مسابقه خیابان در ۳ ژوئن ۱۹۳۹ برگزار شد. با این حال، پیست مسابقه دائمی تا بعد از جنگ ساخته نشده بود، به عنوان راه ارتباطی ساخه شده توسط ارتش اشغالگر آلمان مورد استفاده قرار گرفت.بر خلاف باور عمومی جان هیوجنهولتز نمی‌توانسته با طراحی پیست زندورت به اعتبار رسیده باشد. هرچند او پیش از تبدیل شدن به عنوان اولین کارگردان پیست در سال ۱۹۴۹ رئیس باشگاه اتوموبیل رن هلند (باشگاه هلندی اتو مسابقه) بوده‌است .
در عوض، برنده ۱۹۲۷ لی منز بود، سامی دیویس شخصی که توانست به عنوان مشاور طراح پیست در ژوئیه ۱۹۴۳ به ارمفان آورد، اگرچه طرح با جاده‌های موجود تا حدودی دیکته شده بود.
مسیر در ۷ اوت ۱۹۴۸ افتتاح شد.

## مسیر
پیست به دلیل، سرعت، گوشه‌های گسترده از محوبیت برخوردار است، tarzan معروف‌ترین گوشه آن است. باتوجه به اینکی خمیدگی اندک در گوشه‌ها قرار دارد، فرصت بسیار خوبی برای سبقت و پیشی گرفتن مهیا می‌کند. گذر از اطراف خروجی به سادگی ورود به مسیر امکان پذیر است.
داستان‌های مختلفی از سراسر جهان دربارهٔ گوشه tarzan معروف است.
طراحی مسیر چندین بار در طول زمان تغییر پیدا کرده‌است:
۱۹۷۱-۱۹۴۸:طول ۴٫۱۹۳ کیلیومتر (۲٫۶۰۵ مایل)

۱۹۴۸-۱۹۷۱: طول ۴٫۱۹۳ کیلومتر (۲٫۶۰۵ مایل)

۱۹۷۲-۱۹۷۹: طول ۴٫۲۲۶ کیلومتر (۲٫۶۲۶ مایل)

۱۹۸۰-۱۹۸۹: طول ۴٫۲۵۲ کیلومتر (۲٫۶۴۲ مایل)

۱۹۹۰-۱۹۹۸: طول ۲٫۵۲۶ کیلومتر (۱٫۵۷ مایل)

۱۹۹۹–اکنون: طول ۴٫۳۰۰ کیلومتر (۲٫۶۷۲ مایل)